# ひので (人工衛星)
第22号科学衛星ひので（SOLAR-B）は、日本の国立天文台 (NAOJ) と宇宙航空研究開発機構宇宙科学研究本部 (JAXA/ISAS) がアメリカのNASA、イギリスのPPARCと共同で開発した太陽観測衛星である。

## 目的
ひのでは先代の太陽観測衛星「ようこう」の観測成果をさらに発展させることを目標に開発された。「ようこう」は太陽表面活動と太陽磁場との関係について多くの発見をしており、その後もESAとNASAが共同で開発した太陽観測衛星「SOHO」やNASAの「TRACE」によって詳細な研究が行われているが、当機ではその延長としてコロナ加熱問題や、太陽フレアなどコロナ内部における爆発現象の発生過程の解明、特にそれらの太陽磁場の微細構造との関係を詳細に掘り下げて調べることが主な目的である。
実用的な目的としては、宇宙天気予報の基礎を築くことが挙げられる。フレアによって放出された宇宙プラズマは地球磁気圏との相互作用によって磁気嵐を発生させ、これらが人工衛星の故障や宇宙飛行士の健康被害、無線通信障害、送電線の異常電流などの原因となっている。2004年から2008年にかけて、CAWSESという宇宙天気予報のための国際的な取り組みがなされており、そのなかで当機は特に、フレアの発生を予測できるようになるための基礎研究に役立つと期待された。

## 観測装置

### 可視光磁場望遠鏡 (SOT)
SOTは、可視光波長で太陽を観測し、その偏光を測定することで太陽表面の局所的な磁場ベクトルを詳しく調べるために開発された。複数の波長域に対応したフィルターとスペクトロ･ポラリメーターを搭載し、光球から彩層を観測ターゲットとする。口径は50 cm、空間分解能は波長によるが0.2-0.3秒角、視野は直径400秒角、CCD画素数は2000 × 2000である。望遠鏡部は日本の国立天文台が開発、検出器はNASAの担当でロッキード・マーティン太陽天体物理学研究所が開発した。

### 極紫外線撮像分光装置 (EIS)
EISは高い空間分解能で波長17-21 nmと25-29 nmでのスペクトルを観測することにより、光球や彩層と、その外側にあるコロナとの間で起こるエネルギーの移動を調べるために開発された。この二つの領域間には遷移層と呼ばれる領域があり、ここが主な観測ターゲットとなる。また、太陽大気中での磁力線の振る舞いも観測対象となる。当機では太陽表面の観測をSOTが、コロナの観測をXRTが主に担当するが、EISは観測領域的にも意味的にも両者の橋渡しをする存在といえる。「SOHO」にも同様の機器が搭載されているが、当機では解像度、波長分解能ともに3倍に性能が向上している。SOLAR-B提案時に日本の国立天文台がこの装置の提案をし、イギリスのマラード宇宙科学研究所 (MSSL) がまとめ役となってイギリス、アメリカ、日本、ノルウェーの4カ国9機関の協力のもとに開発された。

### X線望遠鏡 (XRT)
XRTは高温のコロナを観測するための基本的な装置である。観測波長域は0.2-20 nmであり、温度でいうと100万℃以下から1000万℃以上までをカバーする。特に1000万℃以上の高温域は「SOHO」や「TRACE」では観測できなかった部分である。空間分解能は1秒角であり「ようこう」に搭載された軟X線望遠鏡の3倍である。視野は34分角であり太陽全体を捉えることができる。望遠鏡部分はアメリカのスミソニアン天文台が、検出器は国立天文台とJAXA/ISASが開発した。
なお、「ひので」は上記観測装置を保持するために0.1秒角精度の姿勢制御能力を備えており、衛星の規模から考えると、非常に高精度な姿勢制御システムとなっている。開発は三菱電機が担当した。

## 計画の推移

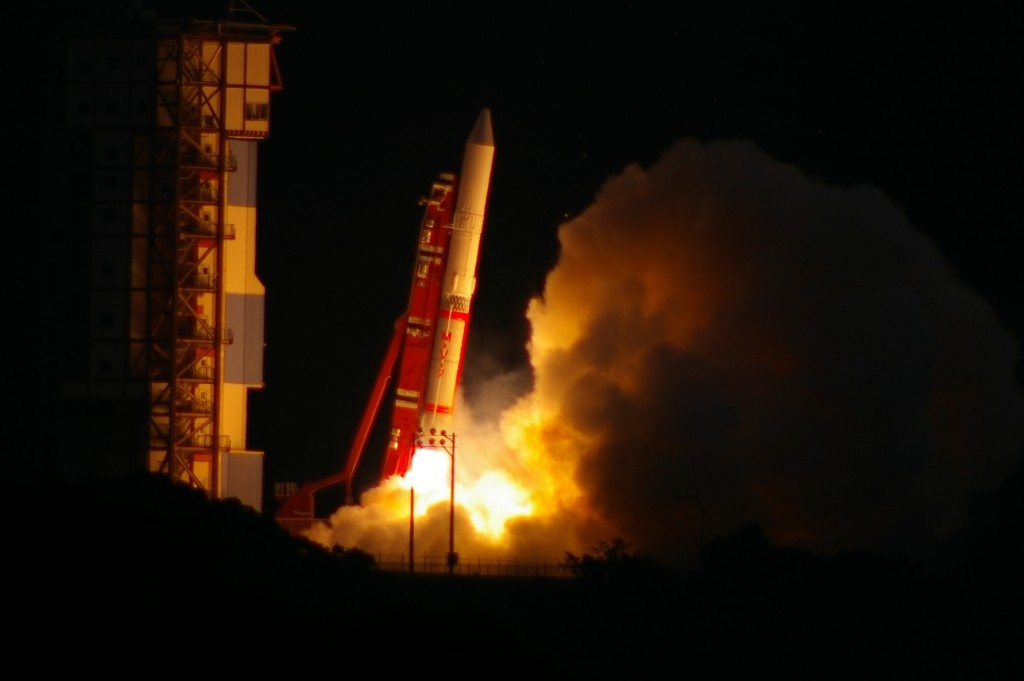
ひのでの打上げ

- 2006年9月22日21時36分（UTC）、M-Vロケット7号機で打ち上げられ、近地点高度約280 km、遠地点高度約686 km、軌道傾斜角98.3°の初期軌道に投入された。打ち上げ16時間後に、XRTの蓋が加熱により開くというトラブルが発生したが、この蓋は地上から軌道上に至るまでのあいだ望遠鏡を保護するためのものであるため、問題とはならなかった。9月27日から10月3日にかけて軌道の変更を行い、高度約680 kmの太陽同期軌道を廻る最終的な軌道に移行した。
- 10月14日にSOTの排熱孔が開放された。
- 10月16日にXRTとEISの電源が投入された。10月17日から18日にかけてSOTの検出器の電源が投入された。10月24日までに観測機器の動作チェックと較正データの取得が行われた。
- 10月25日にSOTの蓋開けが行われた。10月27日と28日にEISの二つの蓋が開放され、蓋空けオペレーションが全て終了した。ファーストライト画像は10月31日に公開された。
- 11月9日 水星の日面通過観測。
- 11月27日 可視光および磁場望遠鏡の初期観測結果が公開された。望遠鏡の口径 (50cm) で定まる回折限界性能を達成し、光球表面や彩層の様子を克明に捉えた画像も公開された。特に、カルシウムH線で連続撮影された黒点周囲からのダイナミックな噴出現象をムービー化した映像は、多くのマスメディアにて報道された。
- 2007年5月27日 ひのでの全観測データの公開が開始された。宇宙航空研究開発機構 (JAXA) と国立天文台 (NAOJ) が共同開発した「DARTS/HINODEデータ検索/配布システム」を使用して提供される。また、「ひので最新画像」ページも公開され、毎日、日本時間の正午に、前日にひのでによって撮影された太陽の全面画像などが掲載される。
- 12月7日 アメリカ科学振興協会発行の学術雑誌「サイエンス」の「ひので特集号」が発行された。ひのでの撮影した映像が表紙を飾り、9本の論文が掲載された。太陽風の加速機構の解明に重要な太陽風の吹き出しの様子をXRTで捉えた映像や、これまで謎とされていたコロナ加熱問題[1]を解き明かすための仮説のひとつである「アルベン波」（別名：アルヴェーン波）を世界で初めて直接捉えた映像などが掲載されている。